# Off Minor
Off Minor – amerykański zespół screamo z Nowego Jorku. Został utworzony w październiku 1999 przez Stevena Roche, Jamiego Behara i Matta Smitha z innego nowojorskiego zespołu screamo, Saetii, który rozpadł się w tamtym czasie. Niedługo po wydaniu splitu z I Am the Resurrection, Matt Smith odszedł z zespołu i został zastąpiony przez brata Stevena, Kevina Roche. Nazwa grupy wzięła się od tytułu jednej z piosenek Theloniousa Monka. 

## Członkowie
- Jamie Behar - wokal, gitara
- Steven Roche - perkusja, wokal
- Kevin Roche - bass

### Byli członkowie
- Matt Smith - bass (opuścił zespół w 2001 skupiając się na grze w Hot Cross)

## Dyskografia
- Innominate - CD/LP (Golden Brown Recordings - USA / Earthwatersky Connection - Europa, 2004)
- The Heat Death of the Universe - CD/LP (Clean Plate Records - USA / Earthwatersky Connection - Europa / Building Records - Australia, 2002)
- Problematic Courtship - CD EP (Golden Brown, 2002) - zawiera utwory ze splitu z I Am the Resurrection oraz nagrania live

### Splity
- Split LP z I Am the Resurrection (Level Plane) 2001
- Tour split 7" z Life Detecting Coffins (Earth Water Sky Connection) 2002
- Split 7" z St. Alban's Kids (Kickstart My Heart Records / Deplorable Records) 2004
- Split 7" z My Disco (Golden Brown) 2005